# Déjà Vu (álbum de CNCO)
Déjà Vu es el tercer álbum de estudio de la banda latina-estadounidense CNCO. El tan esperado álbum fue lanzado el 5 de febrero de 2021, teniendo una increíble aceptación por el público.
Aunque el álbum se caracteriza por el estilo fusión clásico del grupo, con una combinación tropical entre el reguetón y el pop2, su mayor característica es que todas las canciones fueron interpretadas por otros artistas de nivel internacional como Franco de Vita, Ricardo Montaner, Enrique Iglesias, Chayanne, Cristian Castro y Big Boy entre otros, adaptadas a su propio estilo musical.
Asimismo el 5 de febrero de 2021, el álbum fue presentado junto a su sencillo «Dejaría todo». De este álbum, se desprenden algunos magníficos sencillos como: «Tan enamorados», «Mis ojos lloran por ti», «Sólo importas tú» y «Hero».

## Lista de canciones
| N.º | Título                   | Intérprete original | Duración |  |
| 1.  | «Tan enamorados»         | Ricardo Montaner    | 2:57     |  |
| 2.  | «Amor narcótico»         | Chichi Peralta      | 2:48     |  |
| 3.  | «Dejaría todo»           | Chayanne            | 3:07     |  |
| 4.  | «Entra en mi vida»       | Sin Bandera         | 3:09     |  |
| 5.  | «Hero»                   | Enrique Iglesias    | 3:18     |  |
| 6.  | «Imagíname sin ti»       | Luis Fonsi          | 2:43     |  |
| 7.  | «Un beso»                | Aventura            | 3:03     |  |
| 8.  | «Mis ojos lloran por ti» | Big Boy             | 3:05     |  |
| 9.  | «La quiero a morir»      | Francis Cabrel      | 3:08     |  |
| 10. | «Sólo importas tú»       | Franco de Vita      | 2:36     |  |
| 11. | «El amor de mi vida»     | Ricky Martin        | 3:02     |  |
| 12. | «Por amarte así»         | Cristian Castro     | 2:37     |  |
| 13. | «25 horas»               | Proyecto Uno        | 3:13     |  |